# Vengeance (2002)
L'édition 2002 de Vengeance est une manifestation de catch professionnel télédiffusée et visible uniquement en paiement à la séance. L'événement, produit par la World Wrestling Entertainment, s'est déroulé le 21 juillet 2002 au Joe Louis Arena, à Détroit (Michigan) aux États-Unis. Il s'agit de la deuxième édition de Vengeance. The Rock, Kurt Angle et The Undertaker sont en vedette de l'affiche promotionnelle (officielle).
Neuf matchs, dont cinq mettant en jeu les titres de la fédération, ont été programmés. Chacun d'entre eux est déterminé par des storylines rédigées par les scénaristes de la WWE ; soit par des rivalités survenues avant le pay-per-view, soit par des matchs de qualification en cas de rencontre pour un championnat.

## Contexte
Les spectacles de la World Wrestling Entertainment en paiement à la séance sont constitués de matchs aux résultats prédéterminés par les scénaristes de la WWE. Ces rencontres sont justifiées par des storylines — une rivalité avec un catcheur, la plupart du temps — ou par des qualifications survenues dans les émissions de la WWE telles que WWE Raw et SmackDown. Tous les catcheurs possèdent un gimmick, c'est-à-dire qu'ils incarnent un personnage face (gentil), heel (méchant) ou tweener (neutre, apprécié du public), qui évolue au fil des rencontres. Un pay-per-view comme Vengeance est donc un évènement tournant pour les différentes storylines en cours.

## Résultats
| #                                       | Match                                                                                | Stipulation                                                  | Durée |
| --------------------------------------- | ------------------------------------------------------------------------------------ | ------------------------------------------------------------ | ----- |
| Dark                                    | Goldust bat Steven Richards                                                          | Match simple                                                 | 3:49  |
| 1                                       | Dudley Boyz (Bubba Ray Dudley et Spike Dudley battent Chris Benoit et Eddie Guerrero | Match par équipes à élimination avec des tables.             | 14:59 |
| 2                                       | Jamie Noble (c) (avec Nidia) bat Billy Kidman                                        | Match simple pour le championnat des poids-moyens de la WWE. | 7:34  |
| 3                                       | Jeff Hardy (c) bat William Regal                                                     | Match simple pour le championnat Européen.                   | 4:16  |
| 4                                       | John Cena bat Chris Jericho                                                          | Match simple.                                                | 6:21  |
| 5                                       | Rob Van Dam (c) bat Brock Lesnar (avec Paul Heyman) par disqualification.            | Match simple pour le championnat Intercontinental.           | 9:38  |
| 6                                       | Booker T bat Big Show                                                                | Match sans disqualification.                                 | 6:12  |
| 7                                       | The Un-Americans (Christian et Lance Storm) battent Edge et Hollywood Hulk Hogan     | Match par équipes pour le championnat par équipes de la WWE. | 10:00 |
| 8                                       | The Rock bat Kurt Angle et The Undertaker                                            | Triple Threat match pour le championnat indisputé de la WWE. | 19:35 |
| (c) désigne le(s) champion(s) en titre. |                                                                                      |                                                              |       |